# ويليام ر. مايرز
ويليام ر. مايرز (بالإنجليزية: William R. Myers)‏ هو محامي وسياسي أمريكي، ولد في 12 يونيو 1836 في ويلمنغتون في الولايات المتحدة، وتوفي في 18 أبريل 1907 في مدينة اندرسون في الولايات المتحدة. حزبياً، نشط في الحزب الديمقراطي. وقد انتخب عضو مجلس النواب الأمريكي.